# Воронокське сільське поселення
Воронокське сільське поселення — адміністративно-територіальна одиниця у Стародубському районі Брянської області. Розташоване у південно-західній частині району, межує з Україною. Адміністративний центр — село Воронок.
Муніципальне утворення Воронокське сільське поселення утворене у 2005 році шляхом об'єднання Воронокської, Алейніковської та Єліонківської сільських рад у ході адміністративно-територіальної реформи у Російській Федерації.

## Населені пункти
До складу сільського поселення входять населені пункти:
- село Воронок;
- село Алейниково;
- поселення Васильєвка;
- село Єліонка;
- село Крута Буда;
- село Ломаковка;
- село Лужки;
- село Солова;
- село Стратива.
- Село Чубковичі

Раніше до складу сільського поселення також входило поселення Ляди, зняте з облікових даних у 2011 році.